# Carlo Acutis
Carlo Acutis (Londen, 3 mei 1991 – Monza, 12 oktober 2006) was een katholieke Italiaanse computerprogrammeur. Hij was vooral bekend door het documenteren van eucharistische wonderen over de hele wereld en het op een website catalogiseren ervan. De website had hij in de maanden voor zijn dood aan leukemie gemaakt.
Hij stond bekend om zijn opgewektheid en zijn computervaardigheden, maar ook om zijn diepe toewijding aan de eucharistie, wat een kern van zijn leven werd. Op 10 oktober 2020 werd hij zalig verklaard.

## Leven
Carlo Acutis werd op 3 mei 1991 in Londen geboren in een rijke Italiaanse familie. Zijn ouders, Andrea Acutis en Antonia Salzano, werkten in Londen en Duitsland. Niet lang na de geboorte van hun zoon vestigden ze zich in Milaan. Hij werd een frequente communicant na de ontvangst van zijn eerste communie (zeven jaar oud in het klooster van St. Ambrogio ad Nemus). Acutis ging ook eens per week te biecht. Zijn omgeving wist dat hij een passie had voor computers. Hij bracht zijn schoolopleiding door in Milaan. Zijn middelbareschooltijd bracht hij door bij de jezuïeten aan het Instituto Leone XIII. Hij had een aantal heiligen als zijn rolmodellen, waaronder: Franciscus van Assisi, Francisco en Jacinta Marto, Domenico Savio, Tarcisius en Bernadette Soubirous. 
Acutis maakte zich zorgen over vrienden wier ouders gingen scheiden. Hij nodigde die vrienden uit bij hem thuis om hen te steunen. Hij zette zich in voor de rechten van gehandicapten en beschermde op school gehandicapte leeftijdsgenoten, wanneer zij gepest werden. Hij hield van reizen, maar had een bijzondere voorkeur voor Assisi.
Hij kreeg leukemie en bracht zijn pijn als offer voor zowel paus Benedictus XVI als voor de gehele Katholieke Kerk, waarbij hij zei: "Ik offer al het lijden dat ik zal moeten lijden voor de Heer, voor de paus en de Kerk".  Hij vroeg zijn ouders hem mee op pelgrimstochten te nemen naar de plaatsen van alle bekende eucharistische wonderen in de wereld. Zijn verslechterende gezondheidstoestand gooide echter roet in het eten.
Zijn passie voor computers bracht Acutis ertoe een website te maken die gewijd was aan het zorgvuldig catalogiseren van elk gemeld eucharistisch wonder. Hij deed dit in 2005 (hij had elk geval gecatalogiseerd sinds hij elf was). Hij waardeerde de initiatieven van de zalige Giacomo Alberione om de media te gebruiken om te evangeliseren en het woord van God te verkondigen. Hij was erop gericht om dit te doen met zijn website. Het was op de website dat hij schreef: "hoe meer eucharistie we ontvangen, hoe meer we zullen worden zoals Jezus, zodat we op deze aarde een voorproefje van de hemel zullen hebben." De arts die hem behandelde vroeg hem of hij veel pijn leed. Hij antwoordde dat "er mensen zijn die veel meer lijden dan ik." 
Hij stierf op 12 oktober 2006 om 6.45 uur aan de gevolgen van een ernstige M3-leukemie en werd overeenkomstig zijn wensen in Assisi begraven. 

Graf met cenotaaf van Carlo Acutis

## Nalatenschap
Carlo's moeder Antonia ervaart het als wonderlijk dat ze op 44-jarige leeftijd een tweeling baarde - precies vier jaar na Acutis' dood.
Ter ere van Carlo hielpen zowel Raffaello Martinelli als Angelo Comastri bij het organiseren van een reizende fototentoonstelling van alle eucharistische wonderplaatsen. Sindsdien is het naar verschillende landen over vijf continenten gereisd.
In Nederland is een stichting vernoemd naar Carlo Acutis: Stichting Acutis. De missie van Stichting Acutis is om het werk van Carlo voort te zetten: een grotere liefde voor en kennis over de Eucharistie in Nederland en Vlaanderen.

## Zalig- en Heiligverklaring
Een roep om zaligverklaring begon niet lang na Acutis' dood. De Lombardische bisschoppenconferentie keurde de aanvraag voor de zaligverklaring goed die tijdens hun vergadering in 2013 zou worden ingediend. De opening van het bisschoppelijk onderzoek vond plaats op 15 februari 2013, waarbij kardinaal Angelo Scola het proces inleidde en het later op 24 november 2016 afrondde. De formele introductie van de zaak vond plaats op 13 mei 2013 en Acutis verkreeg de titel van Dienaar van God. Paus Franciscus bevestigde zijn leven van heroïsche deugd op 5 juli 2018 en noemde hem eerbiedwaardig. 
Op 14 november 2019 heeft de Medische Raad van de Congregatie voor Heiligenzaken een positief advies gegeven over één wonder in Brazilië dat wordt toegeschreven aan de voorbede van Acutis. Luchiana Vianna had haar zoon Mattheus, die werd geboren met een pancreasafwijking wat eten moeilijk maakt, meegenomen naar een gebedsdienst. Van tevoren had Vianna al een noveen gebeden waarin ze om de voorspraak van Acutis vroeg. Haar zoon vroeg tijdens de dienst dat hij "niet zoveel zou overgeven.'' Onmiddellijk na de dienst bracht Mattheus zijn moeder op de hoogte van de genezing en vroeg hij om vast voedsel toen hij thuiskwam. Terwijl hij tot dan toe een volledig vloeibaar dieet had gevolgd. Na onderzoek bevestigde paus Franciscus de authenticiteit van het wonder in een decreet op 21 februari 2020, waardoor de zaligverklaring van Acutis mogelijk werd.
Binnen een maand na het decreet beleefde Italië zijn eerste coronagolf, waardoor de zaligverklaring werd uitgesteld. Het werd verplaatst naar 10 oktober 2020 en werd gehouden in de basiliek van Sint Franciscus van Assisi in Assisi. Kardinaal Agostino Vallini zat namens de paus de plechtigheid voor.
Op 13 juni 2025 kondigde paus Leo XIV aan dat hij voornemens is Carlo Acutis samen met Pier Giorgio Frassati op 7 september 2025 heilig te verklaren. Het gaat om de eerste heiligverklaringen door paus Leo.
- Biblioteca Nacional de España: XX6224965
- Bibliothèque nationale de France: cb17843263h (data)
- Catàleg d'autoritats de noms i títols de Catalunya: 981060026765406706
- Gemeinsame Normdatei: 1219401617
- International Standard Name Identifier: 0000 0004 7874 5221
- Library of Congress Control Number: no2021076909
- Nationale Bibliotheek van Tsjechië: jo20211113294
- Nationale Bibliotheek van Polen: a0000002475789
- Nationale en Universitaire bibliotheek Zagreb: 000755743
- Nederlandse Thesaurus van Auteursnamen: 430046596
- Istituto Centrale per il Catalogo Unico: BVEV260192
- Système universitaire de documentation: 275159248
- Semantic Scholar: 118680505
- Virtual International Authority File: 1734151778206218130001
- WorldCat: E39PBJqqtXDBrCbVjPm386v4MP